# Idioma tamajeq de Air
El tamajeq de Air (Tayiṛt) es una variedad de tamasheq, un idioma tuareg. Lo hablan los tuaregs que habitan las montañas de Air en la región de Agadez en Níger.
Según Ethnologue, hay dos dialectos del tamajeq de Air: el air (tayert) y el tanassfarwat (tamagarast, tamesgrest). De acuerdo a Blench (2006) estas dos variedades serían idiomas distintos.